# Omul cu o mie de ochi
Omul cu o mie de ochi este un film românesc din 2001 regizat de Alexandru Solomon. Rolurile principale au fost interpretate de actorii Ioana Abur, Tomi Cristin.

## Distribuție
Distribuția filmului este alcătuită din:
- Tomi Cristin
- Ioana Abur